# Rempart antifasciste

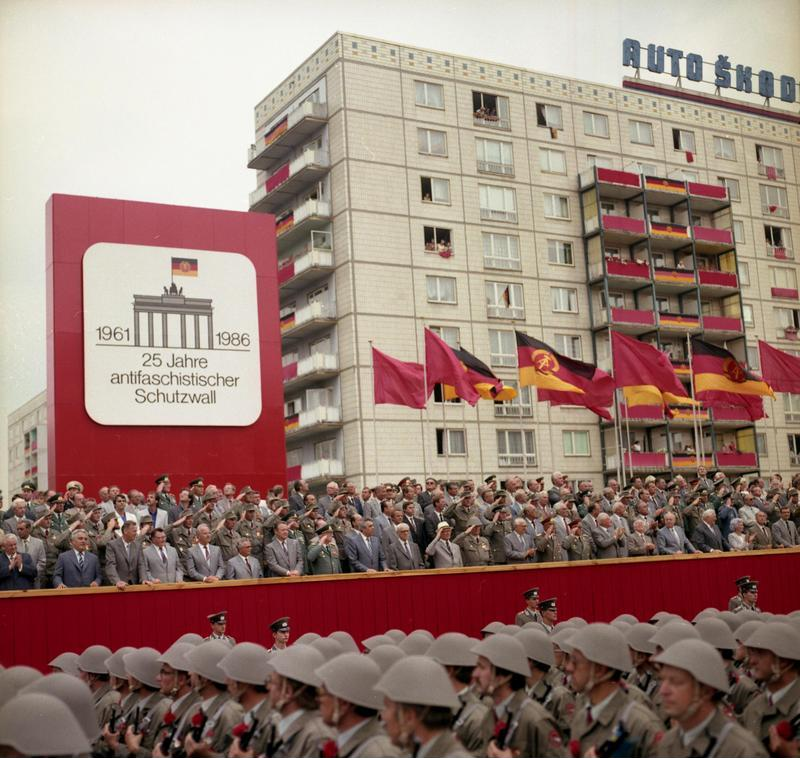
Défilé des groupes de combat de la classe ouvrière, sur la Karl-Marx-Allee à Berlin-Est, à l'occasion du de la création du « rempart antifasciste ».

Le « mur de protection antifasciste » ou « rempart antifasciste » (en allemand antifaschistischer Schutzwall) est un terme de propagande utilisé dans la RDA pour qualifier le mur de Berlin. Le terme de « rempart antifasciste » a une connotation défensive et fonctionne comme un euphémisme.
Ce terme s'oppose à celui de « mur de la honte », expression créée en août 1961 par le maire de Berlin-Ouest Willy Brandt, qui devient rapidement célèbre et est fréquemment employée jusqu'à la fin des années 1960.
En 1971, le courrier expédié en Allemagne de l'Ouest en provenance de la RDA dans les enveloppes officielles décorées des mentions « Dix années de rempart antifasciste », « Mémorial de Wiltz », et « Vietnam invincible » a été renvoyé par la Deutsche Bundespost à leurs expéditeurs, en RDA.